# Joining You
Joining You è una canzone di Alanis Morissette estratta come singolo dal suo album del 1998 Supposed Former Infatuation Junkie.
Il narratore della canzone parla ad un amico che sta tentando il suicidio, alternando memorie di infanzia con una lista di cose che potrebbero aver causato la tragica scelta.

## Tracce
CD1
1. "Joining You" (Melancholy mix) – 4:24
2. "Joining You" (album version) – 4:24
3. "These Are the Thoughts" (unreleased track) – 3:16
4. "Thank U" (BBC/Radio One live) – 4:13

CD2
1. "Joining You" (album version)
2. "Your House" (BBC/Radio One live)
3. "London" (Bridge School Benefit live)

CD tedesco
1. "Joining You" (Melancholy mix) – 4:24
2. "Your House" (BBC/Radio One live) – 3:24

## Classifiche
| Chart (1998/1999)                 | Peak position |
| --------------------------------- | ------------- |
| Austria                           | 26            |
| Canada                            | 30            |
| Francia                           | 89            |
| Olanda                            | 51            |
| Svizzera                          | 46            |
| U.S. Billboard Modern Rock Tracks | 16            |
| UK                                | 28            |
| Italia                            | 17            |